# Terapia d'urgenza
Terapia d'urgenza è una serie televisiva italiana composta da 18 puntate della durata di 100 minuti ciascuna, trasmesse in prima visione da Raidue tra il 2008 e il 2009.

## Caratteristiche della serie
Nato dal format spagnolo Hospital Central, questo telefilm è stato prodotto da Rai Fiction e dalla Videomedia Italia, per la regia di Gianpaolo Tescari, Lucio Gaudino e Carmine Elia.
L'ambientazione è in un grande e immaginario ospedale pubblico di Milano. Le riprese sono state effettuate in un'area dismessa della Bovisa e in diversi luoghi di Milano, soprattutto negli studi Rai di via Mecenate. Si parla non solo di vicende personali e sentimentali di medici e infermieri (ricordiamo che i paramedici in Italia non esistono), ma anche dei casi più disparati che possono verificarsi all'interno dell'ospedale. Le puntate sono cronologicamente collegate fra di loro. In ogni puntata viene affrontato un argomento molto realistico, parlando anche dei pazienti. In questa fiction non vi è un protagonista vero e proprio, ma viene trattata la storia di ogni personaggio.
Per la realizzazione di questa fiction è stata ingaggiata come consulente medico la professoressa Paola Brina al fine di conferire credibilità al contesto ospedaliero della serie.

## Distribuzione
Dal 29 agosto 2008 la serie è andata in onda in prima serata su Raidue, ma il 24 ottobre successivo è stata sospesa dopo otto puntate per bassi ascolti.
La serie è stata poi ripresa, presentando gli episodi inediti rimanenti, dal 26 giugno 2009 sulla stessa rete e con la stessa collocazione oraria ma, sempre a causa dei bassi ascolti, dal 17 luglio al 4 settembre viene retrocessa in seconda, quasi terza serata (alle ore 23.45), completando così la trasmissione dei 18 episodi previsti.

## Interpreti e personaggi
- Cesare Bocci è il primario, dottor Sergio Danieli
- Antonella Fattori è la dottoressa Cristiana Gandini
- Rodolfo Corsato è il dottor Riccardo Malosti
- Milena Miconi è la dottoressa Laura Costa
- Sergio Múñiz è il dottor Nicola Palumbo
- Aurora Andreaus è la figlia del dottor Palumbo, Bianca
- Daniela Scarlatti è la capo-sala Giulia Graziosi, (lascia il set durante l'episodio "La bella e la bestia").
- Marco Basile è il dottor Valerio Santamaria
- Simone Borrelli è Mauro Morbello , fratello maggiore di Dario, figlio adottivo del dottor Malosti
- Alessia Barela è la dottoressa Marina Ranieri Del Colle
- Max Pisu è l'infermiere Rocco Cannizzaro
- Elisabetta Rocchetti è l'infermiera (poi capo-sala) Esther Bruno
- Michele Cesari è lo specializzando Ettore Coselli
- Giusy Frallonardo è l'addetta all'accettazione Teresa Rossi
- Miriam Mesturino è il paramedico Eva Leoni
- Andrea Marrocco è il paramedico Franco Trani
- Leonardo Ruta è il paramedico Diego Pellegrini
- Altri interpreti: Isa Barzizza, Ugo Conti, Benedetta Massola, Davide Devenuto, Valeria Morosini, Elisabetta De Palo, Michela Andreozzi, Riccardo Festa, Roberta Potrich, Marianna De Rossi, Roberta Caneva, Giacomo Piperno, Linda Gennari, Laurent Panerotti (Dario), Nanni Tormen, Francesca Cuttica (comparsa nell'ultimo episodio "Domenica d'agosto", è l'infermiera Emma Danieli, è la figlia del primario dottor Sergio Danieli interpretato dallo stesso Bocci).

## Curiosità
- Cesare Bocci e Antonella Fattori hanno lavorato insieme anche nella serie Elisa di Rivombrosa.
- La storia omosessuale nata tra i personaggi Marina Ranieri ed Esther Bruno interpretate dalle attrici Alessia Barela e Elisabetta Rocchetti nel corso del telefilm ha sollevato un caso mediatico di non poca rilevanza.

## Episodi
| Stagione       | Episodi | Prima TV  |
| -------------- | ------- | --------- |
| Prima stagione | 18      | 2008-2009 |